# Tejado a un agua

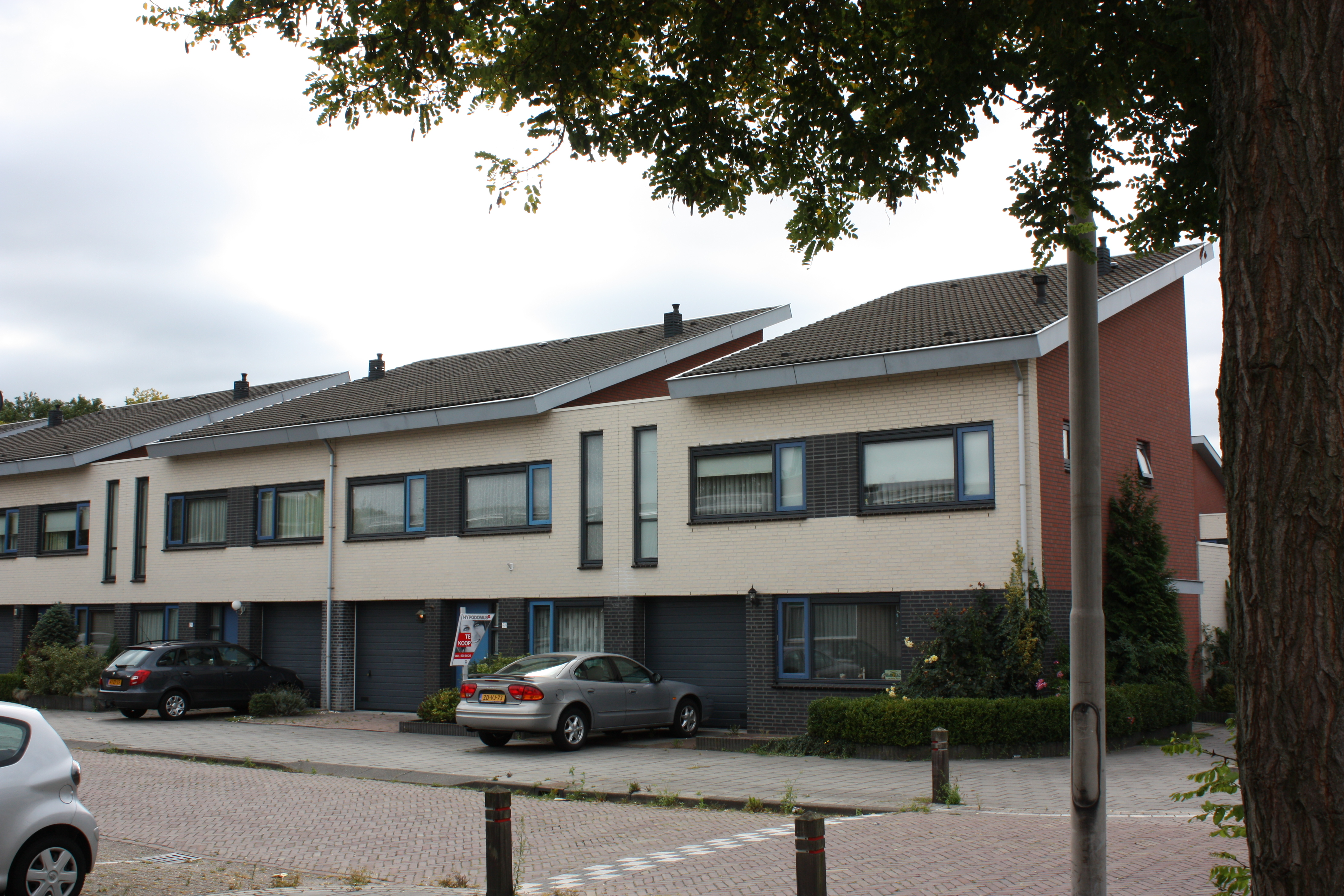
Viviendas unifamiliares con tejados a un agua en Eindhoven

Un tejado a un agua es un tipo de cubierta que consta de una única vertiente (por lo general con inclinación uniforme), y que no está conectada con ninguna otra superficie del techo. Un techo a dos aguas se puede considerar la unión de dos vertientes a un agua inclinadas en dos direcciones diferentes, y que comparten una cumbrera.

## Características
Para pequeñas edificaciones, se trata del diseño de cubierta más fácil de construir y económica de montar. La inclinación de los tejados a un agua suele ser baja, con el fin de evitar grandes diferencias en la altura del techo de la planta superior, lo que dificultaría el aprovechamiento del espacio disponible. La construcción habitual es disponer una serie de vigas inclinadas entre la cumbrera y el alero (directamente apoyadas sobre dos muros paralelos de distinta altura), que quedan trabadas entre sí mediante correas perpendiculares.
Además de las tejas de cerámica y la pizarra, los techos de una pendiente se pueden cubrir con fieltros impermeables o con láminas de metal. En el caso de la energía fotovoltaica integrada en el edificio, los módulos fotovoltaicos también forman la cubierta del techo. En este caso, suelen estar orientados hacia el lado soleado tanto como sea posible. Una pendiente de 32° es ideal para módulos fotovoltaicos fijos.
A diferencia de otras formas de techo, presenta unas condiciones de drenaje del agua de lluvia muy efectivas, y la ausencia de juntas de unión entre vertientes simplifica su conservación y mantenimiento. Como regla general, la lluvia implica la limpieza de las tejas del techo.

## Historia
En la historia de la arquitectura europea, los techos a un agua aparecen sobre partes de edificios adjuntas, como por ejemplo, sobre ventanales, extensiones o los pasillos laterales de las basílicas. Sin embargo, como techo principal de un edificio, rara vez se encuentran en la arquitectura histórica.
Desde la industrialización, los techos de una sola pendiente se han utilizado principalmente para el techado de garajes, instalaciones de producción y almacenamiento o edificios auxiliares, en el conocido diseño de tejado en diente de sierra. A partir de mediados del siglo XX, también se ha utilizado con mayor frecuencia como techo principal para edificios residenciales o iglesias por motivos de diseño arquitectónico.

## Aplicaciones
Un techo a un agua también puede ser un pequeño añadido a una cubierta existente cuando se mantiene la misma inclinación, rebajando la altura del techo de la estructura principal. Este tipo de cubiertas recibe el nombre de tejado de cobertizo.
También se pueden usar para dotar de ventanas de claristorio a un pasillo o una habitación, situándose por debajo de una vertiente a un agua situada por encima de la cubierta principal de la edificación.
|  |  |  |  |

En la arquitectura industrial es frecuente el diseño de fábricas y naves mediante una serie de cubiertas a un agua paralelas entre sí, adoptando la disposición conocida como tejado en diente de sierra.